# آندری پیاتوف
آندری والریویچ پیاتوف (اوکراینی: Андрій Валерійович П'ятов؛ زادهٔ ۳ فوریهٔ ۱۹۸۵) بازیکن فوتبال اهل اوکراین است.
وی سابقه ۷۳ بازی ملی برای تیم ملی فوتبال اوکراین در کارنامه دارد، همچنین پست تخصصی او دروازه‌بان است.